# Yojoa
Yojoa (hiszp. Lago de Yojoa) – jezioro w zachodnim Hondurasie, największe jezioro tego kraju, zajmujące powierzchnię 285 km². Położone jest na wysokości 700 m n.p.m. i wypełnia zagłębienie powstałe między wygasłymi szczytami wulkanicznymi. Położone jest 20 km na wschód od miasta Santa Bárbara i doliny rzeki Ulúa.